# Kiotina riukiuensis
Kiotina riukiuensis és una espècie d'insecte plecòpter pertanyent a la família dels pèrlids.

## Descripció
- Els adults són de color marró fosc a negre amb el cap fosc i amb grans callositats ovals, les antenes marrons, els palps marrons clars, el pronot marró i amb una franja pàl·lida, i les ales i les potes de color marró fosc.
- Les ales anteriors del mascle fan 15.5 mm de llargària i les de la femella 17.
- L'ou fa 0,37 mm de llargada i 0,34 d'amplada.[5]

## Hàbitat
En el seu estadi immadur és aquàtic i viu a l'aigua dolça, mentre que com a adult és terrestre i volador.

## Distribució geogràfica
Es troba al Japó: Okinawa.